# Adriana Porter
Adriana Porter (* Nueva Escocia, julio de 1857 - † Melrose, Massachusetts, 1 de marzo de 1946) fue supuestamente una bruja.
La notabilidad de Porter descansa en un poema, la Rede of the Wiccae, publicado por su nieta Lady Gwen Thompson en la revista Green Egg en 1975 y atribuido a Adriana. Este se convirtió en un texto muy importante en la Wicca.
Thompson reclamaba que ella heredó sus creencias en la Wicca y prácticas de Adriana Porter, quien las resumió en el poema. Si eso resultara cierto confirmaría que las prácticas de brujería articuladas por Gerald Gardner en sus libros existieron en tradiciones independientes, sin influencias de los escritos de Gradner.
La autoría del poema está en disputa. Algunos atribuyen la Rede Wicca a Doreen Valiente. 